# Cá cung thủ bảy đốm
Cá cung thủ bảy đốm (danh pháp khoa học: Toxotes chatareus) hay cá măng rỗ bảy đốm hay cá bắn nước, là một loài cá trong chi cá cung thủ Toxotes. Chúng thường không lớn hơn 20 cm (7,9 in) nhưng có thể phát triển lên đến 40 cm (16 in). Chúng ăn tạp, ăn côn trùng, cá, và các thực vật nổi trên bề mặt nước.
Giống như nhiều loài cá măng rỗ khác, cá cung thủ bảy đốm có khả năng bắt mồi bằng cách phun nước vào côn trùng và động vật nhỏ trên cây hoặc đất để chúng rơi xuống nước và đớp lấy con mồi.